# Trișare
Trișarea (din fr. tricher, a trișa) reprezintă o acțiune care constă în încălcarea unor reguli "de joc", pentru a favoriza propriul câștig. Poate fi întâlnită în sport, în cadrul jocurilor, în timpul examenelor (prin copiere) ș.a.m.d. De regulă, cel care este prins că trișează este supus unor sancțiuni. Regulile încălcate pot fi explicite sau pot fi de la un cod de comportament nescris, bazat pe moralitate, etică sau obicei, făcând identificarea cheating-ului să conducă un proces potențial subiectiv. Înșelăciunea se poate referi în mod specific la infidelitate. O persoană descrisă ca un "ieftin" nu înșeală neapărat tot timpul, ci mai degrabă se bazează pe tactici înșelătoare până la obținerea reputației.

## Academic
Trișarea academică este o apariție semnificativă în licee și colegii din Statele Unite. Din punct de vedere statistic, 64% dintre elevii de liceu public recunosc că au înșelat testele. 58% spun că au plagiat. 95% dintre studenți recunosc o formă de trișare. Acestea includ teste, copierea temelor și lucrări. Doar 50% dintre elevii de școală privată admit acest lucru. Raportul a fost făcut în iunie 2005 de către profesorul universitar Rutgers, Donald McCabe, pentru Centrul de Integritate Academică. Constatările au fost coroborate parțial de un studiu Gallup. În studiul lui McCabe din 2001 privind 4500 de elevi de liceu, "74% au spus că au înșelat un test, 72% au înșelat o lucrare scrisă, iar 97% au raportat că cel puțin au copiat temele cuiva sau s-au uitat la testul cuiva. înșelat în mod repetat." Noua revoluție în domeniul informațiilor digitale de înaltă tehnologie contribuie enorm la noul val în înșelătorie: fabricile online de hârtie pe termen lung vând rapoarte formate despre practic orice subiect; există servicii pentru pregătirea oricărui tip de temă sau pentru testarea online a studenților, în ciuda faptului că acest fenomen, precum și aceste site-uri, sunt bine cunoscute de educatori; MP3 playerele pot conține note digitale; calculatoarele de calcul care stochează formule pentru a rezolva problemele matematice.

## Afaceri
Există diverse reglementări pentru a preveni avantajele concurențiale neloiale în afaceri și în finanțe, de exemplu dreptul concurenței sau interzicerea tranzacționării privilegiate.
Cele mai extreme forme de înșelăciune (de exemplu, încercarea de a câștiga bani prin înșelătorie directă, în loc să furnizeze un serviciu) sunt denumite fraude.